# Zimirina deserticola
Zimirina deserticola là một loài nhện trong họ Gnaphosidae.
Loài này thuộc chi Zimirina. Zimirina deserticola được R. de Dalmas miêu tả năm 1919.